# Anhui Huayang Automobile

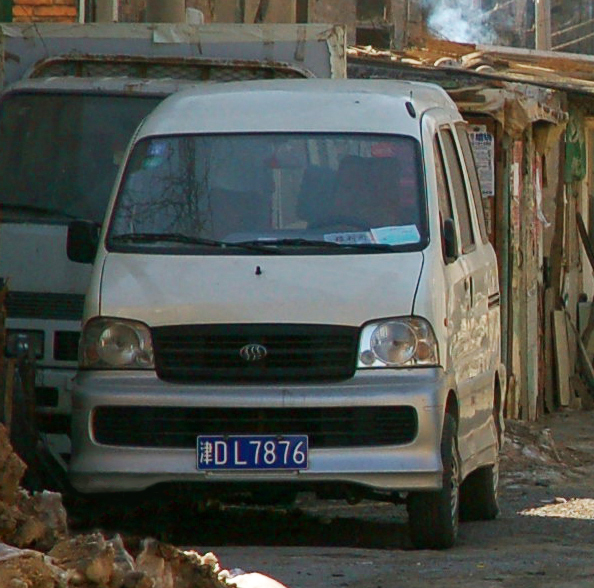
Huayang BHQ 6361 B

Anhui Huayang Automobile Co. Ltd. war ein Hersteller von Automobilen aus der Volksrepublik China.

## Unternehmensgeschichte
Das Unternehmen war ursprünglich in Bengbu ansässig und zog später nach Wuhu. 1987 begann die Produktion von Automobilen. Der Markenname lautete Huayang. 2004 übernahm Lifan Industry das Unternehmen. 2008 endete die Produktion.

## Fahrzeuge
Die ersten Modelle BQ 110 und BQ 610 waren Minivans.
1991 entstanden 1000 Fahrzeuge des Typs BHQ 1011.
Von den frühen 1990er Jahren bis in die 2000er Jahre stellte das Unternehmen die BHQ 6350, BHQ 6351 und BHQ 6360 her. Sie basierten auf dem Suzuki Carry.
In den späten 1990er Jahren kamen der Fengshun BHQ 6361 B und der längere Fengshun BHQ 6376 B auf den Markt. Ein Vierzylindermotor mit 1051 cm³ Hubraum leistete 38,5 kW. Die Fahrzeuge waren bei einem Radstand von 2420 mm bis 2430 mm zwischen 3600 mm und 3765 mm lang, 1515 mm breit und zwischen 1870 mm und 1880 mm hoch. Sie ähnelten dem Daihatsu Atrai.

## Produktionszahlen
| Jahr | Produktionszahl | Quelle      |
| ---- | --------------- | ----------- |
| 2000 | 7100            | [ 3 ] [ 4 ] |
| 2001 | 7750            | [ 3 ] [ 4 ] |
| 2002 | 3133            | [ 3 ] [ 4 ] |
| 2003 | 6958            | [ 3 ] [ 4 ] |
| 2004 | 4418            | [ 4 ]       |
| 2005 | 666             | [ 1 ]       |
| 2006 | 299             | [ 1 ]       |
| 2007 | 500             | [ 1 ]       |